# 品川区議会
品川区議会（しながわくぎかい）は、東京都品川区の地方議会。

## 概要
- 定数：40人
- 選挙区：区全体を1選挙区とする大選挙区制（単記非移譲式）
- 議長：渡辺ゆういち（品川区議会自民党）
- 副議長：あくつ広王（品川区議会公明党）

## 会派
| 会派名                               | 議席数 | 所属党派                                        |
| ------------------------------------ | ------ | ----------------------------------------------- |
| 品川区議会自民党・無所属の会         | 9      | 自由民主党8・無所属1                            |
| 品川区議会公明党                     | 7      | 公明党                                          |
| しながわ未来（無所属・立憲・ネット） | 6      | 立憲民主党2・品川・生活者ネットワーク1・無所属3 |
| 日本共産党品川区議団                 | 4      | 日本共産党                                      |
| 品川改革連合                         | 3      | 都民ファーストの会1・無所属2                    |
| 品川区議会日本維新の会               | 2      | 日本維新の会                                    |
| 会派に属していない無所属議員         | 1      | 自由民主党                                      |
| 会派に属していない無所属議員         | 1      | 国民民主党                                      |
| 会派に属していない無所属議員         | 1      | れいわ新選組                                    |
| 会派に属していない無所属議員         | 1      | 参政党                                          |
| 会派に属していない無所属議員         | 4      | 無所属                                          |
| 計                                   | 39     |                                                 |

（2023年12月11日現在）

## 委員会

### 常任委員会
- 総務委員会（定数8人）
- 区民委員会（定数8人）
- 厚生委員会（定数8人）
- 建設委員会（定数8人）
- 文教委員会（定数7人）

### 議会運営委員会
定数13人。

### 特別委員会
- 行財政改革特別委員会（定数13人）
- 災害・環境対策特別委員会（定数13人）
- 予算委員会（定数39人）
- 決算委員会（定数37人）

（2024年9月29日現在）

## 議員報酬等
| 役職     | 報酬            | 政務活動費  |
| -------- | --------------- | ----------- |
| 議長     | 月額 92万1000円 | 月額 19万円 |
| 副議長   | 月額 78万6000円 | 月額 19万円 |
| 委員長   | 月額 65万1000円 | 月額 19万円 |
| 副委員長 | 月額 62万6000円 | 月額 19万円 |
| 議員     | 月額 60万4000円 | 月額 19万円 |

※別途、年2回期末手当あり

## 選挙
| 日時          | 有権者数  | 投票率 | 定数 | 立候補者 | 当選者男女比          | 備考     |
| ------------- | --------- | ------ | ---- | -------- | --------------------- | -------- |
| 2023年4月23日 | 328,056人 | 40.86% | 40人 | 48人     | 男性67.50% 女性32.50% |          |
| 2022年12月4日 | 330,771人 | 32.43% | 2人  | 7人      | 男性00.00% 女性100.0% | 補欠選挙 |
| 2022年10月2日 | 330,516人 | 35.21% | 3人  | 7人      | 男性66.67% 女性33.33% | 補欠選挙 |
| 2019年4月21日 | 322,379人 | 39.72% | 40人 | 50人     | 男性72.50% 女性27.50% |          |
| 2018年9月30日 | 322,699人 | 32.7%  | 2人  | 4人      | 男性100.0% 女性00.00% | 補欠選挙 |

## その他
- 2020年11月、羽田空港の新飛行ルートに対して住民投票を求める署名が区に提出された[4]。同年12月、区議会は「すでに新ルートを容認しない旨を決議している」として否決した[5]。
- 2023年12月、わいせつな言動を繰り返したとして中塚亮区議が日本共産党から除籍された[6]。翌年4月、品川区議会は同区議への辞職勧告決議を可決した[7]。
- 2024年3月、「ジェンダー平等」の社会を目指す条例を可決。「ジェンダー平等」の言葉を入れた条例は都内では初[8]。
- 2024年4月、議会を傍聴した区内小学生の意見を受けて、議員を指名する際の呼称を「〇〇君」から「〇〇議員」に変更した[9]。